# Trichomycterus duellmani
Trichomycterus duellmani är en fiskart som beskrevs av Arratia och Menu-marque, 1984. Trichomycterus duellmani ingår i släktet Trichomycterus och familjen Trichomycteridae. Inga underarter finns listade i Catalogue of Life.